# 台鐵客廳車

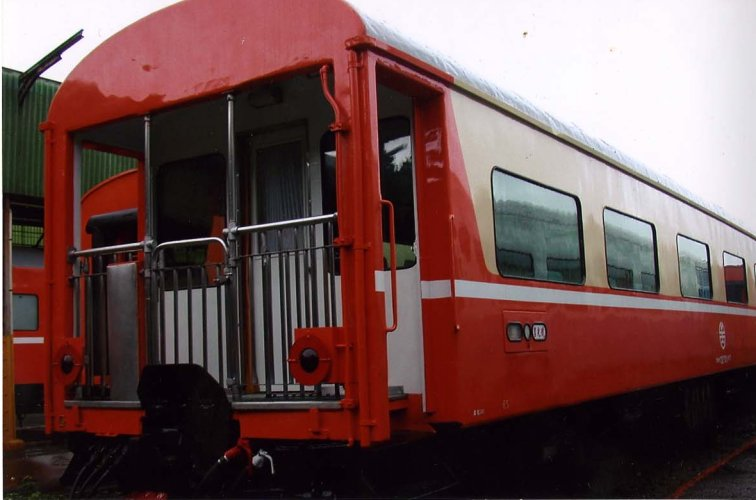
別名為總統客廳車的35PC32701客廳車

臺鐵客廳車（英語：Parlor Car，PC），隸屬臺灣鐵路公司（原臺灣鐵路管理局，略稱臺鐵或臺鐵局）。其中以車尾有瞭望台的35PC32701最為特殊。
1970年代，因35PC32701客廳車內裝高級設備齊全，時任中華民國總統嚴家淦曾以該車替代總統花車執行環島旅行任務。1991年末，時任總統李登輝以鐵道運輸巡行台灣時，亦於總統花車專列上加掛該車輛。

## 歷史
客廳車可追溯自台鐵於1953年12月1日起取消等級制度，將原加掛二、三等車之快車一律改為純二等客車（費率每公里0.16元），普通列車為純三等客車（費率每公里0.12元）；原加掛頭二等合造車、二等車、三等車之1、2次特快對號車則為，取消三等車改為二等客車（又稱「平等車」），原有頭等車破例保留，改稱「客廳車」，其票價為平等車三倍（費率每公里0.48元）。1、2次車此編組在1957年9月被「坐臥兩用車」取代，不再加掛客廳車。但客廳車作為收費等級仍存在，因為單層臥車之臥舖票需搭配客廳車票使用（旅客搭乘臥車須持客票、臥舖票各一張），1960年調漲票價時客廳車費率亦自每公里0.48元改為0.64元，直至1963年1月5日單層臥車改為搭配觀光號車票使用、更於同年8月6日降級搭配對號特快車票。
1957年以美援自日本車輛進口了12輛35SP32700型客車，其中35SP32712由臺灣唐榮鐵工廠於1972年改造為客廳車，故此輛車一直保有觀光號的1公尺寬車窗，直到1993年底才由臺灣臺鐵臺北機廠翻修成莒光號的1.8公尺寬車窗。
1991年12月12日時任總統李登輝環島之旅，客廳車35PC32701掛在總統花車35SA32820後面，擔任總統李登輝的交誼車廂，也是當時每日定時總統記者會的舉行地點。
1990年代開始，臺灣鐵路管理局除了與民間旅行社推展該客廳車的包租業務外，也以「總統客廳車」為名開放一般大眾租用。。
2000年起為配合觀光列車，推出2+1排商務客室加卡拉OK室的35PC10500型客廳車，總數三輛由唐榮鐵工廠以35SPK2200型復興號改造，目前只搭配觀光列車或商務車供民眾租用搭乘。
2022年6月28日，配合台鐵年度改點，於末班手動摺疊門莒光號521次列車尾加掛客廳車。

## 型式

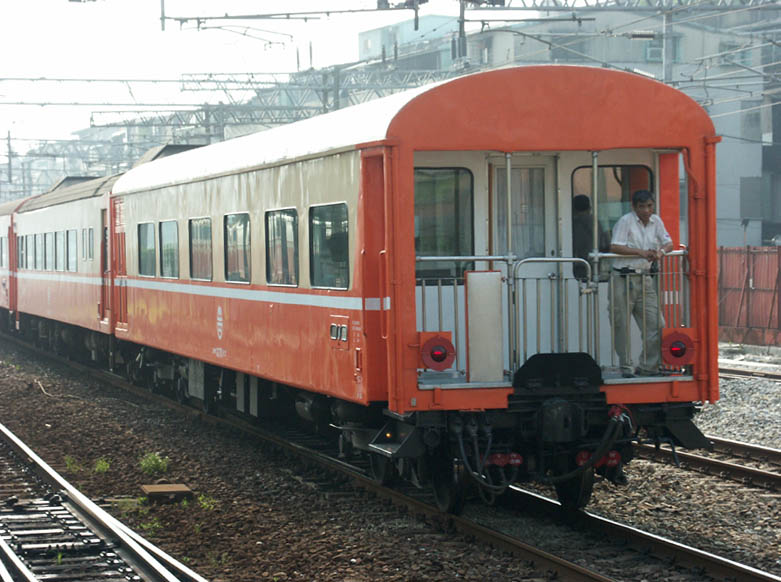
客廳車提供給民間包租，附掛在莒光號列車上
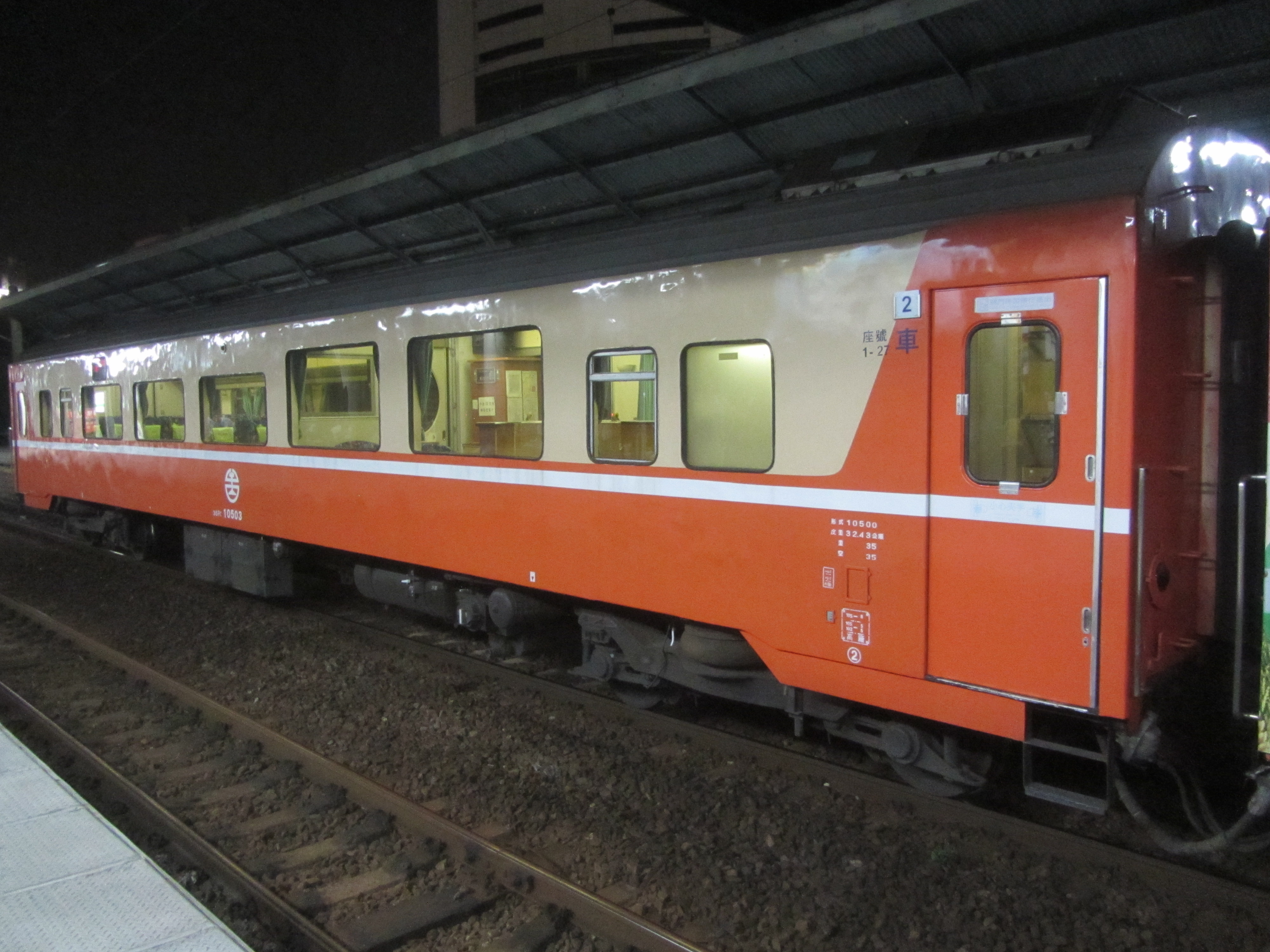
觀光列車編組中的35PC10503客廳車

目前臺灣鐵路管理局擁有之客廳車，型式如下：
- 35PC32700
  - 輛數：1輛（35PC32701）
  - 皮重：31.8公噸
  - 空車重：30公噸
  - 重車重（載客時）：35公噸
  - 座位：30
  - 長寬高：20m，2.865m，3.8m
  - 最高車速：100 km/hr
  - 配屬機務段：七堵機務段
- 35PC10500（僅35PC10501有車長閥，其餘則無，此車已塗成鳴日號色）
  - 輛數：3輛
  - 皮重：32.43公噸
  - 空車重：35公噸
  - 重車重（載客時）：35公噸
  - 座位：27
  - 長寬高：20m，2.98m，4.043m
  - 最高車速：110 km/hr
  - 配屬機務段：七堵機務段

## 外部來源
- . 悠遊網.   [2012-02-25]. （原始内容存档于2020-07-23）.